# Emarginula dictya
Emarginula dictya is een slakkensoort uit de familie van de Fissurellidae. De wetenschappelijke naam van de soort is voor het eerst geldig gepubliceerd in 1970 door James Hamilton McLean.